# Daum
Daum (Таым, кор. 다음) — второй по популярности веб-портал и поисковая система в Южной Корее. На него приходится 16% поисковых запросов в стране. Принадлежит компании  Kakao.
Предлагает сервисы электронной почты, новостные и связанные с шоппингом.